# برایان ساراگوسا
برایان ساراگوسا (انگلیسی: Bryan Zaragoza؛ زادهٔ ۹ سپتامبر ۲۰۰۱) بازیکن فوتبال اهل اسپانیا است. او به صورت قرضی از گرانادا برای باشگاه بایرن مونیخ در بوندسلیگا بازی می‌کند.
وی همچنین در تیم ملی فوتبال اسپانیا بازی کرده‌است.